# Roller artistique aux Jeux mondiaux de 2013
Ne doit pas être confondu avec Roller aux Jeux mondiaux de 2013.
Navigation
Kaohsiung 2009 Wrocław 2017
Les épreuves de roller artistique des Jeux mondiaux de 2013 ont lieu du 25 au 27 juillet 2013 à Cali (Colombie).

## Podiums
| Épreuves          | Or                                                | Argent                                              | Bronze                                 |
| ----------------- | ------------------------------------------------- | --------------------------------------------------- | -------------------------------------- |
| Individuel Hommes | Brésil Marcel Sturmer (en)                        | Allemagne Markus Lell                               | Italie Andrea Aracu                    |
| Individuel Femmes | Italie Debora Sbei (it)                           | Slovénie Lucija Mlinarič (sl)                       | Colombie Nataly Otalora                |
| Duo               | Italie Danilo Decembrini (it) Sara Venerucci (it) | Argentine Javier Luis Anzil Florencia Mariel Moyano | Italie Daniele Ragazzi Giulia Merli    |
| Équipes           | Italie Alessandro Spigai Anna Remondini           | Italie Filippo Lodi Forni Elena Leoni               | Colombie Leonardo Parrado Marcela Cruz |

## Tableau des médailles
| Rang  | Nation    | Or | Argent | Bronze | Total |
| ----- | --------- | -- | ------ | ------ | ----- |
| 1     | Italie    | 3  | 1      | 2      | 6     |
| 2     | Brésil    | 1  | 0      | 0      | 1     |
| 3     | Allemagne | 0  | 1      | 0      | 1     |
| 3     | Argentine | 0  | 1      | 0      | 1     |
| 3     | Slovénie  | 0  | 1      | 0      | 1     |
| 6     | Colombie  | 0  | 0      | 2      | 2     |
| TOTAL | TOTAL     | 4  | 4      | 4      | 12    |